# خولیو مایورا

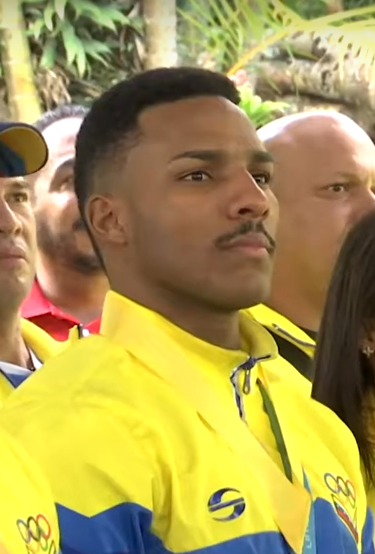
خولیو مایورا در سال ۲۰۱۹

خولیو مایورا (اسپانیایی: Julio Mayora‎؛ زادهٔ ۲ سپتامبر ۱۹۹۶) وزنه‌بردار اهل ونزوئلا است.
وی در مسابقات کشوری و بین‌المللی در مجموع برندهٔ ۳ مدال طلا، ۴ مدال نقره، ۱ مدال برنز شده‌است.